# Йозеф Хиларий Екхел
Йозеф Хиларий фон Екхел (на немски: Joseph Hilarius von Eckhel) е прочут австрийски нумизматик и йезуит.

## Биография
Роден е на 13 януари 1737 година в Енцесфелд, Долна Австрия. След завършване на йезуитското латинско училище е ръкоположен през 1751 г. за свещеник. След това е доцент на училища, а по-късно става учител по реторика (eloquentia) на Йезуитския колеж във Виена.
Започва да пише от 1772 г. само за нумизматика, понеже се разболява и не може повече да преподава. Изучава старинни монети в Италия и през 1775 императрица Мария Терезия го прави куратор на античните монети в императорския Монетенкабинет. Същата година става и професор по антична история във Виенския университет.
Умира на 16 май 1798 година във Виена на 61-годишна възраст.

## Произведения
- Doctrina numorum veterum, Wien 1792 – 98 (8 Bde.)
- Numi veteres anecdoti, Wien 1775 (2 Bde.)
- Sylloge I numorum veterum anecdotorum thesauri caesarei, Wien 1786
- Descriptio numorum Antiochiae Syriae, Wien 1786